# Sielsowiet Chorostów
Sielsowiet Chorostów (biał. Хорастаўскі сельсавет, ros. Хоростовский сельсовет) – sielsowiet na Białorusi, w obwodzie mińskim, w rejonie soligorskim, z siedzibą w Chorostowie.
Według spisu z 2009 sielsowiet Chorostów zamieszkiwało 1897 osób w tym 1873 Białorusinów (98,73%), 12 Rosjan (0,63%), 5 Ukraińców (0,26%), 3 Ormian (0,16%), 1 Polak (0,05%) i 3 osoby, które nie zadeklarowały żadnej narodowości.

## Miejscowości
- agromiasteczko:
  - Chorostów
- wsie:
  - Baranowa Góra
  - Czełoniec
  - Hruzdowo
  - Nowina
  - Puzicze
  - Rachowicze